# Pictetia angustifolia
Pictetia angustifolia är en ärtväxtart som beskrevs av August Heinrich Rudolf Grisebach. Pictetia angustifolia ingår i släktet Pictetia och familjen ärtväxter. Inga underarter finns listade i Catalogue of Life.